# 角状黄堇
角状黄堇（学名：Corydalis cornuta）为罂粟科紫堇属下的一个种。

## 扩展阅读
- 維基物種上的相關：角状黄堇